# Vama (okręg Jassy)
Vama – wieś w Rumunii, w okręgu Jassy, w gminie Popești. W 2011 roku liczyła 103 mieszkańców.